# Phaeophilacris macropus
Phaeophilacris macropus är en insektsart som beskrevs av Bolívar, I. 1910. Phaeophilacris macropus ingår i släktet Phaeophilacris och familjen syrsor. Inga underarter finns listade i Catalogue of Life.